# كود مجحلة (الملاح)

تعديل مصدري - تعديل

كود مجحلة هي إحدى قرى عزلة الملاح بمديرية الملاح التابعة لمحافظة لحج، بلغ تعداد سكانها 49 نسمة حسب تعداد اليمن لعام 2004.